# مقاطعة لايف أوك (تكساس)
مقاطعة لايف أوك (بالإنجليزية: Live Oak  County)‏ هي إحدى المقاطعات في ولاية تكساس، الولايات المتحدة الأمريكية.

## أعلام
- جيمس فرانك دوبي